# Saison 2017 de l'équipe cycliste ONE
La saison 2017 de l'équipe cycliste ONE est la troisième de cette équipe.

## Préparation de la saison 2017

### Sponsors et financement de l'équipe
En 2017, Boardman Bikes devient le fournisseur de cycles de l'équipe ONE. Cette entreprise, fondée par l'ancien coureur Chris Boardman en 2007, s'est engagée pour trois ans.

### Arrivées et départs
| Arrivées       | Équipe 2016     |
| -------------- | --------------- |
| William Harper | Pedal Heaven    |
| Thomas Stewart | Madison Genesis |

| Départs            | Équipe 2017           |
| ------------------ | --------------------- |
| Yanto Barker       | retraite              |
| Marcin Białobłocki | CCC Sprandi Polkowice |
| John Ebsen         |                       |
| Matthew Goss       | retraite              |
| Richard Handley    | Madison Genesis       |
| Sebastian Lander   | GM Europa Ovini       |
| Martin Mortensen   | ColoQuick-Cult        |
| Glenn O'Shea       |                       |
| Chris Opie         | Bike Channel-Canyon   |

## Coureurs et encadrement technique

### Effectif
One ayant perdu son statut d'équipe continentale à l'issue de la saison 2016, neuf coureurs ont quitté l'équipe dont deux ont pris leur retraite. Deux coureurs entrent dans l'effectif : William Harper (Pedal Heaven) et Thomas Stewart (Madison Genesis).
| Effectif 2017                              | Effectif 2017     | Effectif 2017    | Effectif 2017           |
| Cycliste                                   | Date de naissance | Pays             | Équipe précédente       |
| ------------------------------------------ | ----------------- | ---------------- | ----------------------- |
| Tom Baylis                                 | 3 janvier 1996    | Royaume-Uni      |                         |
| Karol Domagalski                           | 9 août 1989       | Pologne          | Team Raleigh GAC (2015) |
| George Harper                              | 10 juillet 1992   | Royaume-Uni      | Giordana Racing (2014)  |
| William Harper                             | 27 février 1990   | Royaume-Uni      | Pedal Heaven (2016)     |
| Kristian House                             | 6 octobre 1979    | Royaume-Uni      | JLT Condor (2015)       |
| Joshua Hunt                                | 3 avril 1991      | Royaume-Uni      | NFTO (2014)             |
| Hayden McCormick                           | 1 janvier 1994    | Nouvelle-Zélande | Lotto-Soudal U23 (2015) |
| James Oram                                 | 7 juin 1993       | Nouvelle-Zélande | Axeon (2015)            |
| Dion Smith                                 | 3 mars 1993       | Nouvelle-Zélande | Hincapie Racing (2015)  |
| Thomas Stewart                             | 9 janvier 1990    | Royaume-Uni      | Madison Genesis (2016)  |
| Steele Von Hoff                            | 31 décembre 1987  | Australie        | NFTO (2015)             |
| Peter Williams                             | 13 décembre 1986  | Royaume-Uni      | IG-Sigma Sport (2013)   |
| Samuel Williams                            | 18 mars 1994      | Royaume-Uni      | NFTO (2014)             |
| Kamil Gradek (8 mars–31 déc.)              | 17 septembre 1990 | Pologne          | Verva ActiveJet (2016)  |
|                                            |                   |                  |                         |
| Sources : ProCyclingStats Cycling Quotient |                   |                  |                         |

## Bilan de la saison

### Victoires
| Date       | Course                                                                 | Pays        | Classe | Vainqueur        |
| ---------- | ---------------------------------------------------------------------- | ----------- | ------ | ---------------- |
| 5/06/2017  | 5e étape de Szlakiem Walk Majora Hubala                                | Pologne     | 2.1    | Thomas Stewart   |
| 18/06/2017 | Beaumont Trophy                                                        | Royaume-Uni | 1.2    | Peter Williams   |
| 30/07/2017 | 2e étape du Kreiz Breizh Elites                                        |             | 2.2    | James Oram       |
| 22/08/2017 | Grand Prix des Marbriers                                               | France      | 1.2    | Karol Domagalski |
| 26/08/2017 | 1re étape du Ronde van Midden-Nederland (contre-la-montre par équipes) | Pays-Bas    | 2.2    | ONE              |
| 27/08/2017 | Classement général du Ronde van Midden-Nederland                       | Pays-Bas    | 2.2    | Kamil Gradek     |